# Silvio Paolucci (politico)
Silvio Paolucci (Ortona, 21 giugno 1903 – 23 maggio 1986) è stato un politico italiano.

## Biografia
Laureato in giurisprudenza e in scienze economiche e sociali, di professione avvocato, viene eletto all'Costituente nel 1946 per il Partito Repubblicano Italiano.
Abbandonò poi il PRI in polemica con la decisione di Randolfo Pacciardi di sostenere il Governo De Gasperi IV. Fondò l'effimera Alleanza Repubblicana Popolare insieme al generale Arnaldo Azzi. Venne poi eletto alla Camera nel 1948 nelle liste del Fronte Democratico Popolare e poi nel 1958 per il Partito Socialista Italiano. Concluse il mandato parlamentare nel 1963.
Morì nel maggio del 1986 all'età di 82 anni.